# Pasika, Kroleveț
Pasika (în ucraineană Пасіка) este un sat în comuna Bilohrîve din raionul Kroleveț, regiunea Sumî, Ucraina.

## Demografie
Componența lingvistică a localității Pasika
     Ucraineană (97,5%)
     Rusă (2,5%)
Conform recensământului din 2001, majoritatea populației localității Pasika era vorbitoare de ucraineană (97,5%), existând în minoritate și vorbitori de rusă (2,5%).